# Península de La Almina

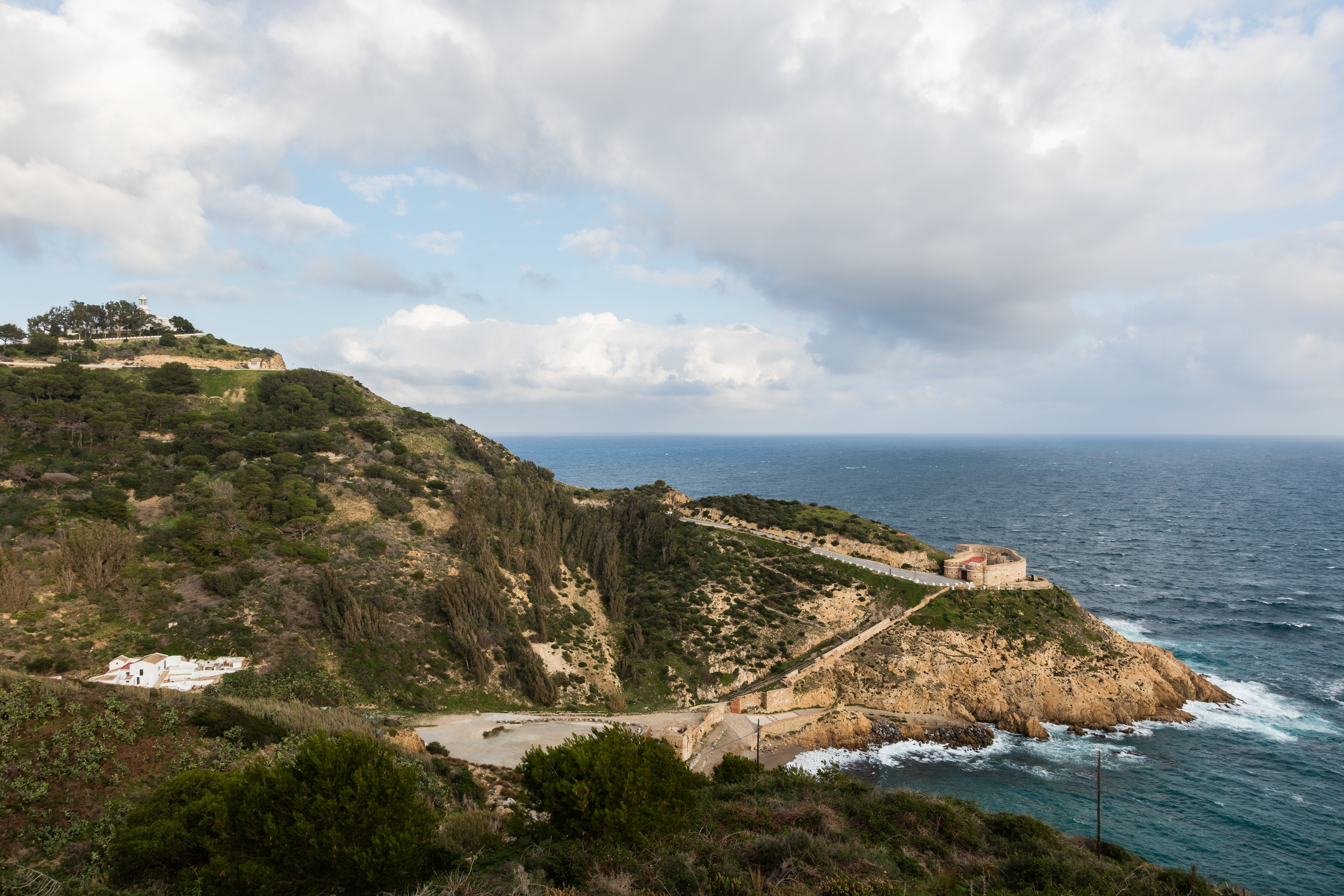
Fuerte del Desnarigado y faro Punta Almina, Ceuta.

La península de La Almina es una península situada en la ciudad española de Ceuta, en el norte de África, en el estrecho de Gibraltar. Ocupa una gran parte de la mencionada ciudad autónoma, conformando el este del municipio.

## Descripción
La península está separada del resto de la ciudad por un pequeño istmo en el que se encuentra el Foso del Agua (ss. XV-XVII), atravesado por tres puentes, este foso pertenece al Conjunto Monumental de las Murallas Reales de Ceuta.
En la punta de este promontorio, conocida como punta Almina, se encuentra el monte Hacho, considerada una de las legendarias columnas de Hércules. A pocos metros de la costa se encuentra la llamada isla de Santa Catalina, que hoy día se encuentra unida totalmente a la península.

## Monumentos y lugares de interés
Debido al auge económico que experimentó la ciudad desde principios del siglo XX, hay una serie de edificaciones que se encuadran dentro de varios estilos, ecléctico; Casa de los Dragones, Casa Delgado, art decó el que destaca como exponente máximo el arquitecto José Blein, con obras como el edificio de la antigua "Junta del Puerto", hoy en día "Autoridad Portuaria de Ceuta" (ver museos), o lo que fuera la antigua estación de autobuses, actualmente comisaría de Policía y regionalista; Casino Militar , Edificio Trujillo.

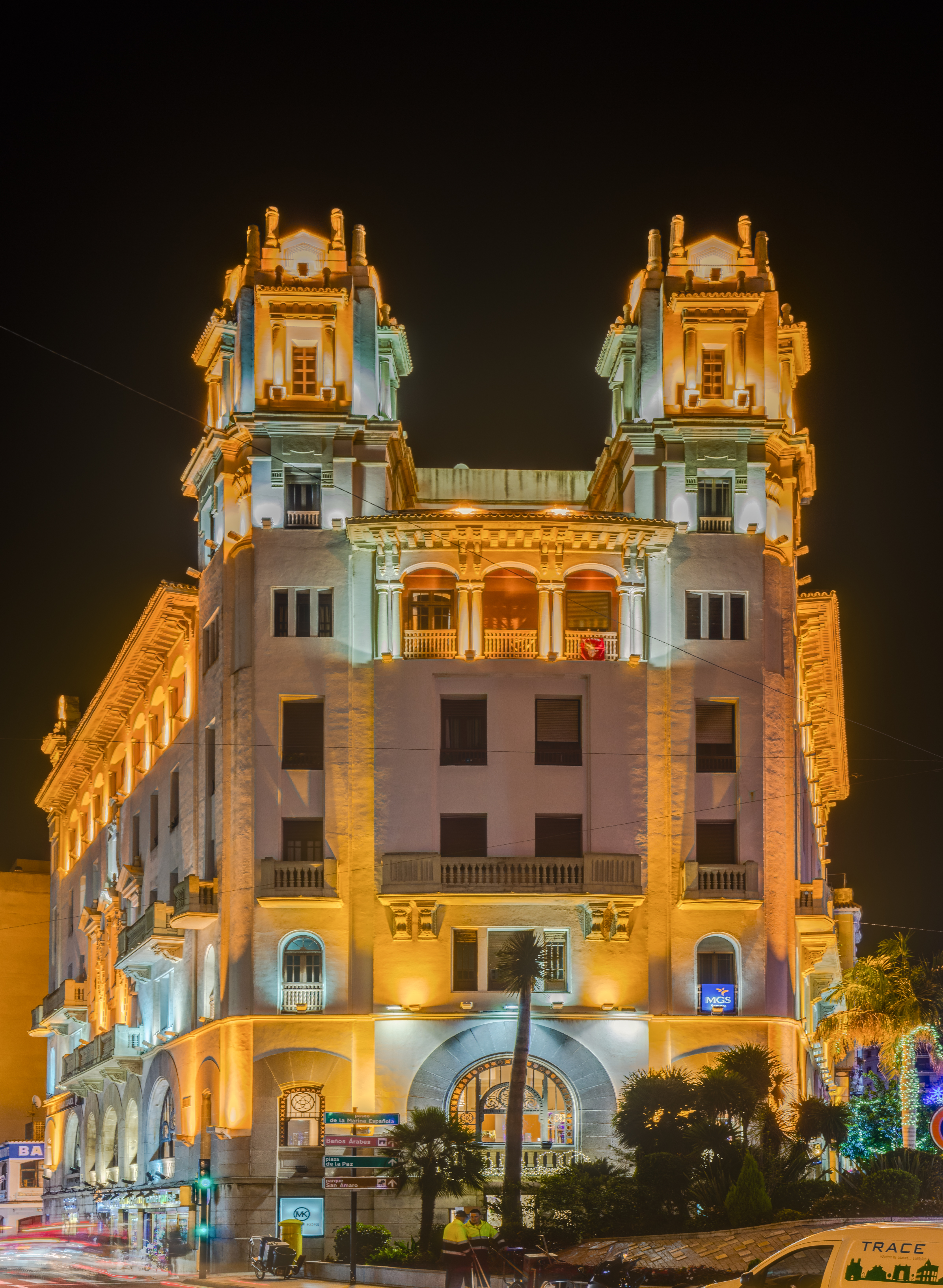
Edificio Trujillo.

Plaza de la Constitución, con el Monumento a Hércules: en número par, esculturas flanqueando la bocana del puerto y las Estatuas del antiguo Jardín de San Sebastián: representan el trabajo, las artes gráficas, la industria, el comercio, la navegación y a África.
.

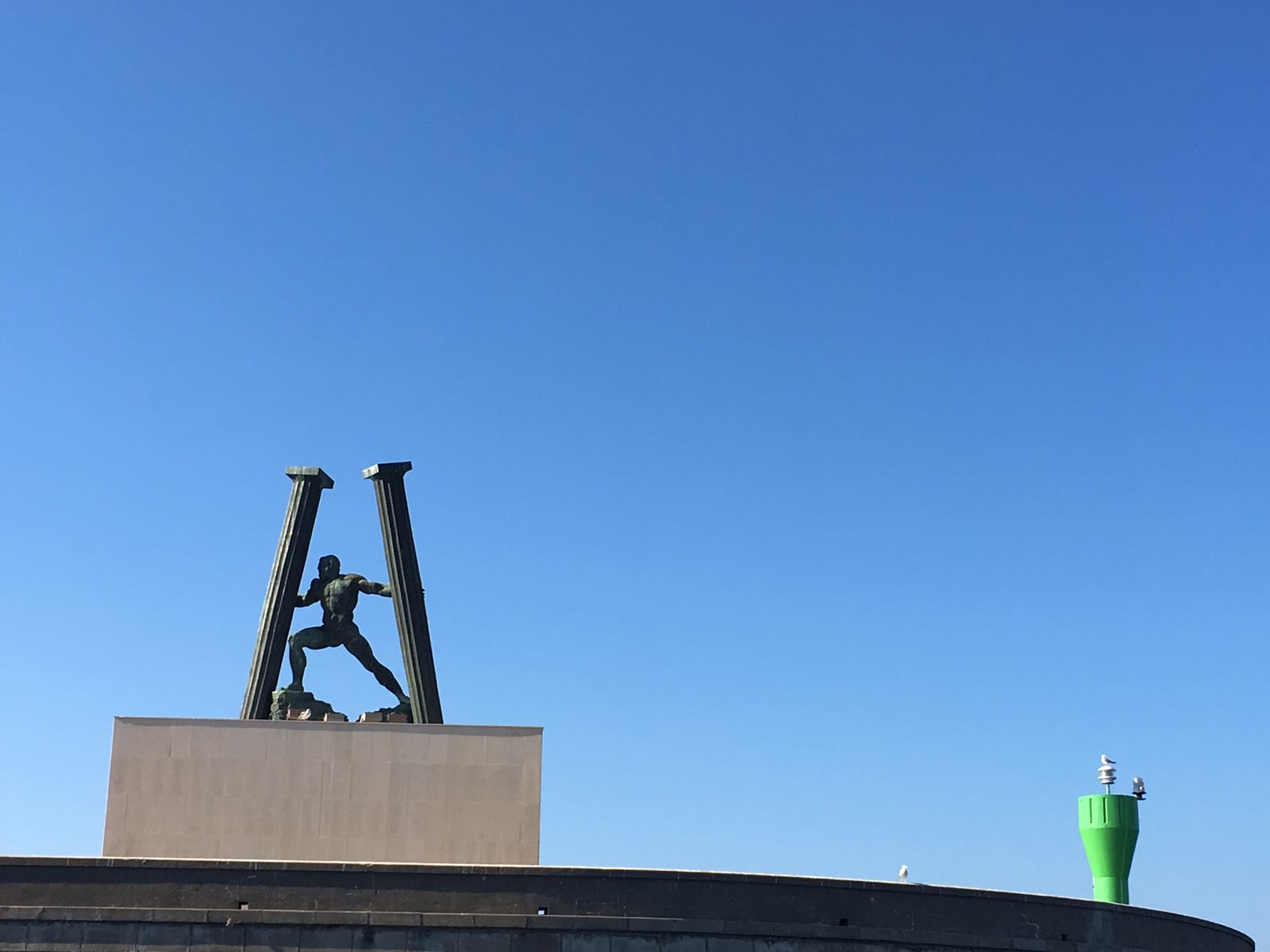
Monumento a Hércules

- Plaza del Teniente Ruiz: uno de los rincones más bonitos de la ciudad, abierto a la calle Real. Cuenta con un monumento en honor del héroe ceutí Jacinto Ruiz y Mendoza, uno de los héroes del 2 de mayo de 1808 durante la Guerra de la Independencia.

- Iglesia de Nuestra Señora del Valle (primer templo construido por los portugueses).
- Torre del Heliógrafo o del Valle, torre árabe
- Iglesia de San Francisco.
- Iglesia de Santa María de los Remedios.
- Sinagoga de Bet-El.
- Templo hindú

- Puerto deportivo, Pueblo Marinero y Parque Marítimo del Mediterráneo : diseñado por César Manrique. Es llenado con agua del mar y construido ganándole terreno a esta. En él se sitúa el Gran Casino de Ceuta.

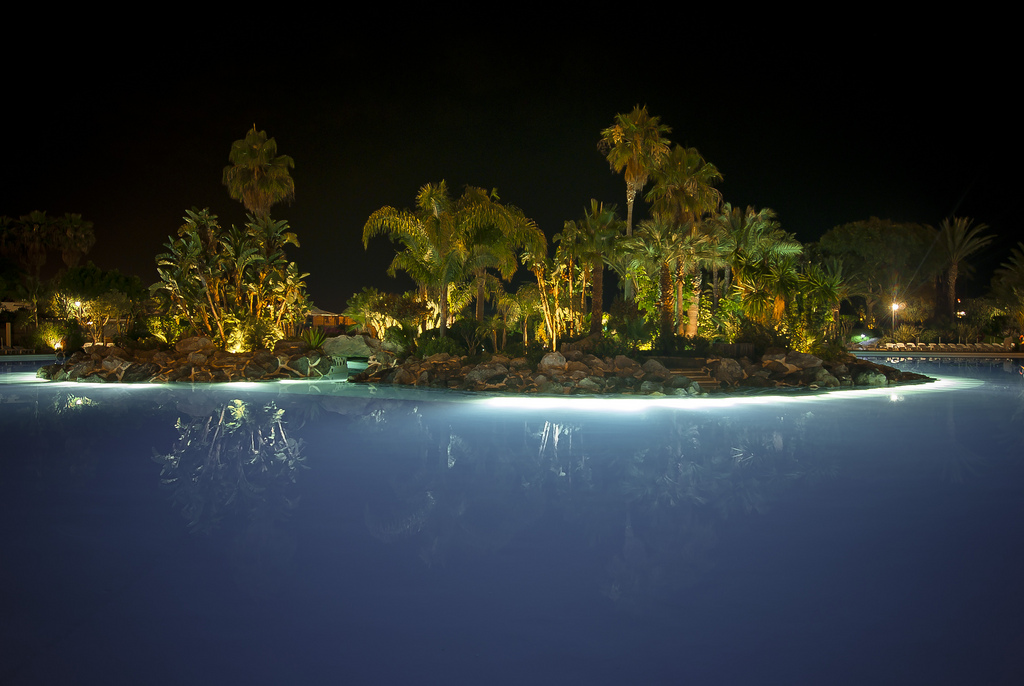
El parque marítimo del Mediterráneo de noche.

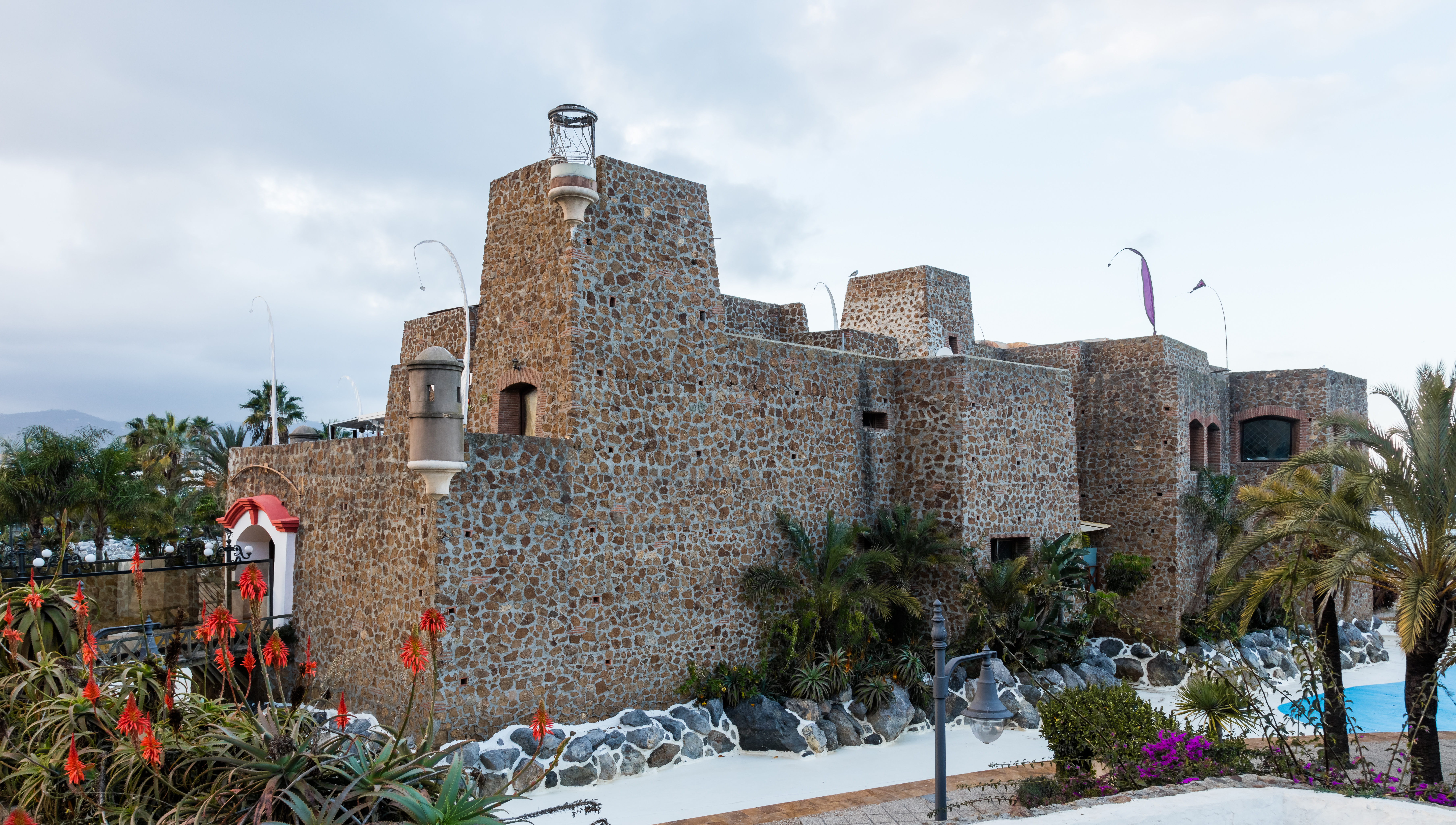
Gran Casino de Ceuta.

- Baños árabes: restos hallados en Ceuta y datados en el siglo XIII, representan la planta de un atípico baño árabe, en zigzag, con cuatro estancias, paralelas dos a dos, constituidas por cuatro salas completas. Todas ellas presentan una forma sensiblemente rectangular, con sus lados mayores orientados en la dirección N-S. El mundo islámico atribuyó a este tipo de instalaciones, además de virtudes higiénicas y curativas, una posible significación religiosa, ya que era el mejor medio imaginable de limpiar cuerpo y entregarse a la plegaria en un estado de pureza total.

- Almacén de Abastos.
- Cuartel del Teniente Ruíz.

### Manzana del Revellín
Con el Museo de Ceuta, el  Auditorio del Revellín: proyectado por el arquitecto portugués Álvaro Siza.